# دانشگاه علوم پزشکی بم
دانشگاه علوم پزشکی و خدمات بهداشتی و درمانی بم دانشگاهی زیر نظر وزارت بهداشت، درمان و آموزش پزشکی واقع در شهر بم می‌باشد. این دانشگاه در سال ۱۳۷۰ با تاسیس دانشکده پرستاری آغاز به کار کرد و در ۱۳۸۹ به دانشگاه ارتقاء یافت و مسئول ارائه خدمات بهداشتی درمانی به جمعیتی بیش‌از ۵۰۰ هزار نفر در شهرستان‌های بم، ریگان، فهرج و نرماشیر و گنبکی در شرق استان کرمان است.

## حوزه خدمات
پنج شهرستان شرقی استان کرمان
- شهرستان بم
- شهرستان ریگان
- شهرستان فهرج
- شهرستان نرماشیر
- شهرستان گنبکی

## بیمارستان های تحت پوشش
- بیمارستان پاستور بم
- بیمارستان آیت الله خمینی بم
- بیمارستان افلاطونیان بم
- بیمارستان ولیعصر بم(در حال ساخت)
- بیمارستان هاشمی ریگان
- کلینیک سپاه بم
- کلینیک امام رضا بم
- کلینیک باقرالعلوم بم
- کلینیک امام حسین بم
- کلینیک دهان و دندان بم
- کلینیک اطفال بم
- کلینیک تامین اجتماعی بم
- شبکه بهداشت فهرج
- شبکه بهداشت نرماشیر
- مرکز بهداشت روداب

## دانشکده ها
- دانشکده پزشکی
- دانشکده بهداشت
- دانشکده پرستاری و مامایی
- پردیس خلیج فارس

- مرکز تحقیقات نانوبیوالکتروشیمی[۲]